# Visconde de Castelo
Visconde de Castelo é um título nobiliárquico criado por D. Luís I de Portugal, por Decreto de 14 de Março de 1889, em favor de José Joaquim Lopes Cardoso.
Titulares
1. José Joaquim Lopes Cardoso, 1.º Visconde de Castelo.